# Elhagyatva (film, 2002)
Az Elhagyatva (eredeti cím: Abandon) 2002-ben bemutatott amerikai lélektani thriller-filmdráma, melyet – elsőfilmes rendezőként – Stephen Gaghan írt és rendezett. A forgatókönyv alapjául Sean Desmond Adams Fall című 2000-es regénye szolgált. A főbb szerepekben Katie Holmes, Charlie Hunnam, Zooey Deschanel, Gabrielle Union, Melanie Lynskey és Benjamin Bratt látható.
Az Amerikai Egyesült Államokban 2002. október 18-án bemutatott film bevételi és kritikai szempontból is rosszul teljesített.

## Cselekmény
Katie Burke végzős egyetemista, szakdolgozatának megírásával és a rá váró interjúk sikeres teljesítésével is szembe kell néznie. Ráadásul az alkoholproblémákkal küszködő Wade Handler nyomozó újranyit egy kétéves rendőrségi ügyet, melyben a lány eltűnt barátja, Embry Larkin szerepelt. Embry azután tűnt el, hogy két jegyet vett Athénba: a jegyeket sosem használták fel és Embry megtakarításai is érintetlenek maradtak. Az ügy újranyitása után Katie látni kezdi a fiút az egyetemi kampuszon, aki úgy tűnik, követi őt.
Beszámol erről a nyomozónak, de ő halottnak hiszi Embryt. Az egyetemre visszatérve Katie elalszik a könyvtárban és felébredve az asztalán egy belevésett számot talál. A szám elvezeti őt a Dante Pokla című könyvhöz és a polc másik oldaláról Embry néz vissza rá. Barátaival, köztük szobatársával, Samanthával is megbeszéli a dolgot és megtudja: Embry különösen féltékeny volt rá, még a tettlegességtől sem riadt vissza Harrisonnal, Katie egyik csodálójával szemben, akit a lány csak barátként kedvelt. Harrison nem sokkal később el is tűnt a kampuszról. Katie a helyi étteremben vonja kérdőre Embryt, mert őt tartja felelősnek Harrison eltűnéséért. Embry azt kéri, találkozzanak a családja vidéki házában.
A házban elszabadulnak az indulatok Katie és Embry között, a lány elmenekülve Handlernél keres oltalmat, nemsokára pedig szerelmi viszonyt létesítenek. Handler lezárja az ügyet, azzal az indokkal, hogy Embry végig életben volt, majd úgy dönt, otthagyja a rendőrséget. Katie-vel azt tervezik, ellátogatnak a férfi New Hampshire-i nyaralójába. A nyomozó azonban egy törvényszéki szakértőtől megtudja: egy kézzel írt üzenet, melyet Embry állítólag nemrég küldött Katie-nek, valójában már két évvel ezelőtti. A kampuszon Handlerre váró Katie-t Embry ismét megtámadja és megfogadja, bárhol a lány nyomára fog bukkanni, ezután elmenekül. Handler ragaszkodik ahhoz, hogy a támadó után menjen, így Katie-vel eljutnak Embry volt kollégiumi szobájához, mely egy elhagyatott épületben van. Miközben egy régi alagútban, Katie és Embry korábbi légyottjainak helyszínén sétálnak végig, Katie beszélni kezd volt barátjához, de Handler senkit sem lát.  
Visszaemlékezésekből megtudhatjuk, hogy két évvel korábban Katie és Embry ugyanitt tartózkodott, amikor Embry durván szakított a lánnyal és lemondta görögországi útjukat. Mióta kislánykorában apja elhagyta őt, Katie erős látnoki képességekkel rendelkezik, melyeket az elhagyatottság érzése vált ki belőle. A visszautasított lány megragadott egy követ és hátulról agyonütötte Embryt. Handler közli a lánnyal, nem viheti magával New Hampshire-be, majd a víz alatt észreveszi Embry Larkin csontvázát, ezután – megismételve a két évvel korábbi eseményeket – Katie a nyomozóval is végez. Az epilógusból kiderül, az épület lebontásra vár, ezért a két férfi holtteste sosem fog előkerülni.
Katie lediplomázik és megszerzi álmai munkahelyét. Kollégája, Robert Hanson a karrierje érdekében szakítani akar vele: Katie arcán ismerős arckifejezés suhan át...

## Szereplők
| Szerep               | Színész         | Magyar hang       |
| -------------------- | --------------- | ----------------- |
| Katie Burke          | Katie Holmes    | Nemes Takách Kata |
| Wade Handler nyomozó | Benjamin Bratt  | Fazekas István    |
| Embry Larkin         | Charlie Hunnam  | Hujber Ferenc     |
| Samantha Harper      | Zooey Deschanel | Vadász Bea        |
| Bill Stayton hadnagy | Fred Ward       | Kristóf Tibor     |
| Robert Hanson        | Mark Feuerstein | Takátsy Péter     |
| Julie 'Mousy Julie'  | Melanie Lynskey | Csondor Kata      |
| Jergensen professzor | Philip Bosco    |                   |
| Harrison Hobart      | Gabriel Mann    | Seszták Szabolcs  |
| August               | Will McCormack  | Simonyi Balázs    |
| Amanda Luttrell      | Gabrielle Union | Bálint Sugárka    |
| Dr. David Schaffer   | Tony Goldwyn    |                   |

## Fogadtatás

### Bevételi adatok
A film a 2002. október 18-i premier napján az 5. helyen nyitott az észak-amerikai mozikban, 1,9 millió dolláros bevétellel. Az amerikai mozikban 10,7 millió, a többi országban pedig 1,6 millió dollárt termelt. Összbevétele 12,3 millió dollár lett, mely messze elmaradt a 25 milliós költségvetésétől.

### Kritikai visszhang
A Rotten Tomatoes weboldalon 112 kritika összegzése alapján 16%-on áll. Az oldal szöveges értékelése szerint a film túlzottan összefüggéstelen és zagyva ahhoz, hogy képes legyen borzongást kelteni a nézőkben.

## Fordítás
- Ez a szócikk részben vagy egészben  az   Abandon (film) című angol Wikipédia-szócikk fordításán alapul.  Az eredeti cikk szerkesztőit annak laptörténete sorolja fel. Ez a jelzés csupán a megfogalmazás eredetét és a szerzői jogokat jelzi, nem szolgál a cikkben szereplő információk forrásmegjelöléseként.